# Ptecticus magnicornis
Ptecticus magnicornis är en tvåvingeart som beskrevs av Lindner 1936. Ptecticus magnicornis ingår i släktet Ptecticus och familjen vapenflugor.
Artens utbredningsområde är Madagaskar. Inga underarter finns listade i Catalogue of Life.